# Wurzburgs
Wurzburgs, officieel F.W. Wurzburg Co.,  was een warenhuisketen uit Grand Rapids, Michigan.

## Geschiedenis
Wurzburgs werd in 1872 opgericht door Frederick William Wurzburg. De oorspronkelijk winkel was gevestigd op de hoek van Crescent Street en Canal Street waar het de onderste verdiepingen van het pand bezette. In 1913 breidde Wurzburgs uit en verhuisde naar Monroe Avenue, waar het uitbreidde naar Bond Avenue. Daar bleef het tot de verhuizing in 1951 naar Monroe Avenue 101-103, op de hoek met Ottawa Avenue. Hier nam het zijn intrek in het voormalige pand van Herpolsheimer's. Het was het grootste en meest chique warenhuis in Grand Rapids. Wurzburgs werd beschouwd als het beste warenhuis van de stad van de jaren 1920 tot eind jaren 1960. Wurzburgs bood luxe kleding en fijne huishoudelijke artikelen, waarvan er veel werden geïmporteerd uit Europa en het Verre Oosten, een dure en ongebruikelijke praktijk voor die tijd. Men kon bijna alles vinden bij Wurzburgs op de zeven winkelverdiepingen. In de kerstperiode stonden duizenden mensen langs de straten rond Würzburg om hun fantastische geanimeerde kerstetalages te zien. Wurzburgs organiseerde in het kerstseizoen ook de jaarlijkse Santa Claus Parade.
In de jaren 1950 nam Wurzburgs het warenhuis Arbaugh's Department Store in Lansing, Michigan over. Met deze overname betrad Wurzburgs de markt in Lansing.
Wurzburg's opende filialen in:
- Southland; 28th Street . at Michael, Wyoming in 1964;

- Eastbrook: 28th Street  at E. Beltline in 1966;
- Lansing Mall, Delta Township in Lansing, Michigan in 1969. Dit filiaal had een oppervlakte van 10.220 m²;
- Plainfield, Michigan in augustus in 1970;
- Maple Hill Mall in Kalamazoo, Michigan in augustus 1971;
- Westwood Mall in Jackson, Michigan in 1972.

De vlaggenschipwinkel aan Monroe Avenue werd in 1971 gesloten.